# Hesperis hirsutissima
Hesperis hirsutissima är en korsblommig växtart som först beskrevs av Nikolaj Adolfovitj Busj, och fick sitt nu gällande namn av Nikolai Nikolaievich Tzvelev. Hesperis hirsutissima ingår i släktet hesperisar, och familjen korsblommiga växter. Inga underarter finns listade i Catalogue of Life.